# Système d'information taxonomique intégré
Pour les articles homonymes, voir ITIS.
Le Système d'information taxonomique intégré (SITI), originellement en anglais Integrated Taxonomic Information System (ITIS), est une association créée pour fournir des informations conformes et fiables sur la taxonomie des espèces biologiques.

## Site web
Le site web de l'ITIS offre un classement taxonomique des espèces vivantes, et des taxons, avec pour chacun une multitude d'informations, tel que le statut CITES, les taxons de rangs inférieur et supérieur, la validité du statut taxonomique, etc.
La recherche peut se faire par le nom vernaculaire, par nom scientifique ou par TSN.
Le TSN (Taxonomic Serial Number) est un nombre à cinq ou six chiffres identifiant de manière unique chaque espèce et chaque taxon (même pour ceux dont le statut taxonomique est invalide).

## Licence
L'ITIS est un organisme international issu de la collaboration des États-Unis, du Canada et du Mexique. L'ensemble des données canadiennes du réseau Accès-Espèces qui faisait partie du SCIB ont été depuis intégrées dans la base GBiF et sont interrogeable par ITIS. En tant que tel, toutes les informations et données qu'il produit sont automatiquement placées dans le domaine public et donc librement réutilisables et modifiables, y compris à des fins commerciales.
Cependant, le site peut contenir des informations sous copyright, appartenant à d'autres sociétés.

## Contenu de ITIS
Pour les poissons, ITIS reprend le catalogue de poissons de Eschmeyer, William et Catalog of Fishes, 13-May-2004 de Nelson
- Liste des taxons ITIS expertisés par Eschmeyer, William[4]
- Liste des taxons ITIS utilisant comme référence le site Catalog of Fishes[5].

Pour les oiseaux, ITIS a pour seule référence (mais généralement avec un certain retard de mise à jour), la liste d'Alan P. Peterson, version modifiée de la classification de Sibley-Ahlquist
- Liste des taxons ITIS expertisés par Alan P. Peterson[6]
- Liste des taxons ITIS utilisant comme référence le site Zoonomen d'Alan P. Peterson[7].

Pour les plantes, ITIS suivait grosso modo la classification de Cronquist (spécialiste des Angiospermes) jusqu'en 2011.
Pour les mammifères, ITIS reprend la classification de Mammal Species of the World version 3.